# Blake Griffin
Blake Austin Griffin (Oklahoma City, 16 de marzo de 1989) es un exjugador de baloncesto estadounidense que disputó 13 temporadas en la NBA. Con 2,06 metros de altura, jugaba en la posición de ala-pívot. Durante su carrera fue Rookie del año y seis veces All-Star.
Es hermano del también exjugador profesional Taylor Griffin.

## Trayectoria deportiva

### Universidad

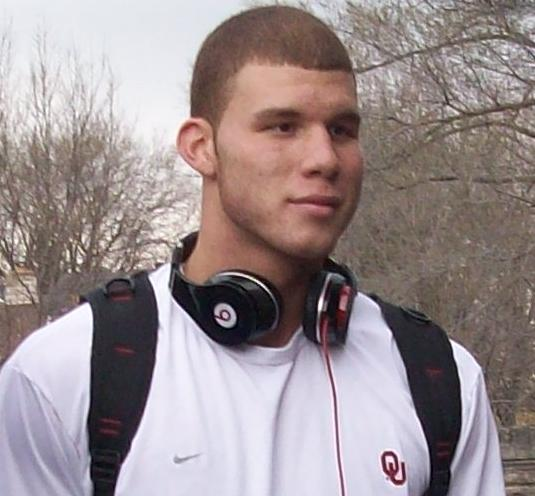
Blake Griffin, marzo de 2009.

Jugó dos temporadas con los Sooners de la Universidad de Oklahoma, en las que promedió 18,8 puntos y 11,8 rebotes por partido. En su primer año en el equipo fue incluido en el mejor quinteto, tanto absoluto como de novatos, de la Big 12 Conference, tras promediar 14,7 puntos y 9,1 rebotes por encuentro.
Recibió los premios de jugador del año de Associated Press, John Wooden, Premio Naismith y Sporting News.
Como Sam Bradford logró el mismo año el Trofeo Heisman, los Oklahoma Sooners consiguieron ser la segunda universidad en tener a los ganadores del trofeo al mejor jugador tanto en baloncesto como en fútbol americano en el mismo año (Gary Beban ganó el Trofeo Heisman y Kareem Abdul-Jabbar el USBWA "Player of the Year" en 1968 para UCLA).

#### Estadísticas
| Año     | Equipo   | PJ | PT | MPP  | %TC  | %3P  | %TL  | RPP  | APP | ROB | TPP | PPP  |
| ------- | -------- | -- | -- | ---- | ---- | ---- | ---- | ---- | --- | --- | --- | ---- |
| 2007–08 | Oklahoma | 33 | 33 | 28.4 | .568 | .0   | .589 | 9.1  | 1.8 | 1.0 | .9  | 14.7 |
| 2008–09 | Oklahoma | 35 | 35 | 33.3 | .646 | .375 | .590 | 14.4 | 2.3 | 1.1 | 1.2 | 22.7 |
| Total   | Total    | 68 | 68 | 31.4 | .618 | .300 | .589 | 11.8 | 2.1 | 1.0 | 1.1 | 18.8 |

### Profesional

#### Los Angeles Clippers (2009-2018)

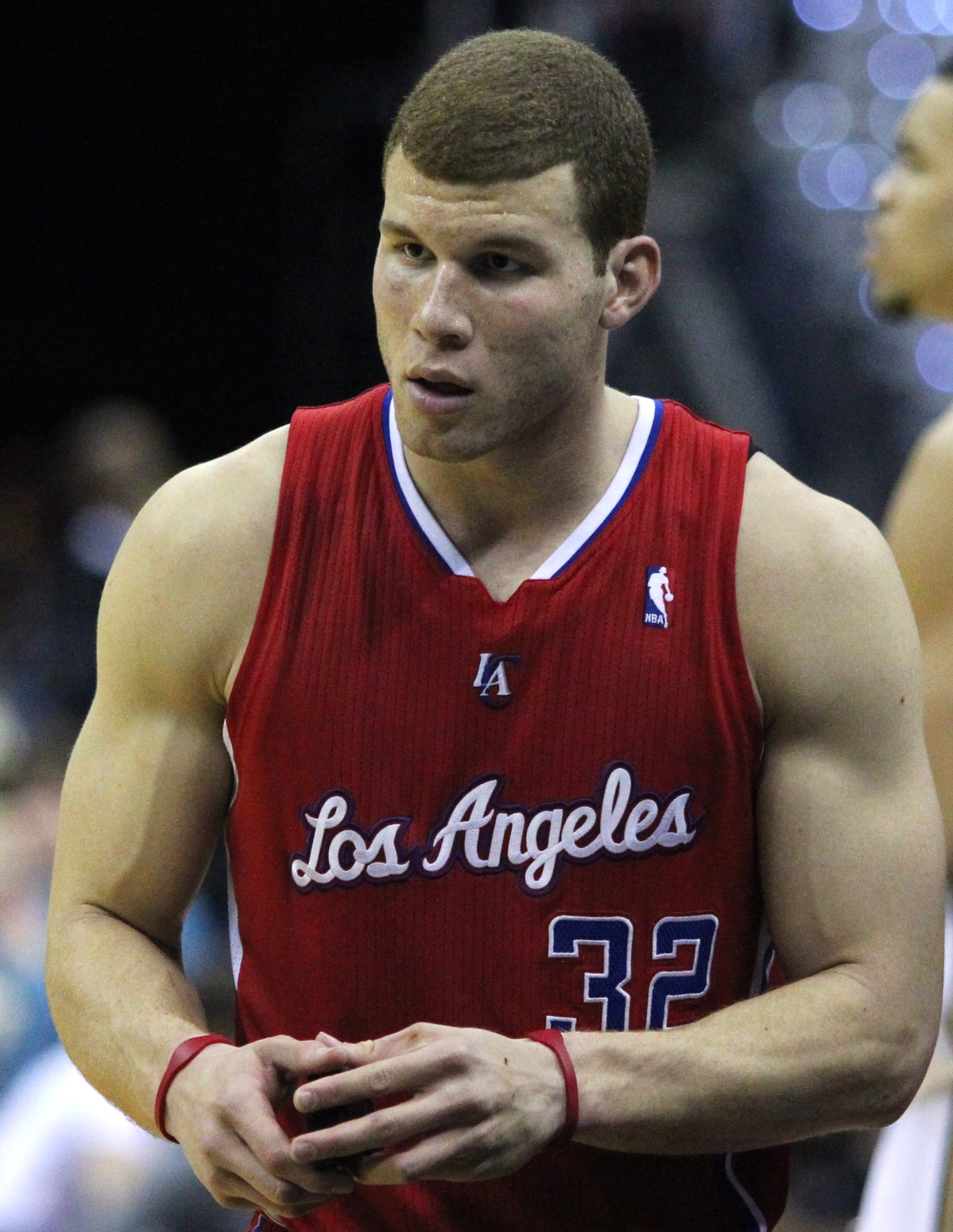
Griffin con los Clippers en 2011.

Fue seleccionado por Los Angeles Clippers en el puesto número 1 del draft de la NBA de 2009, y posteriormente, el 9 de julio, se hacía oficial su contratación por parte del equipo angelino.

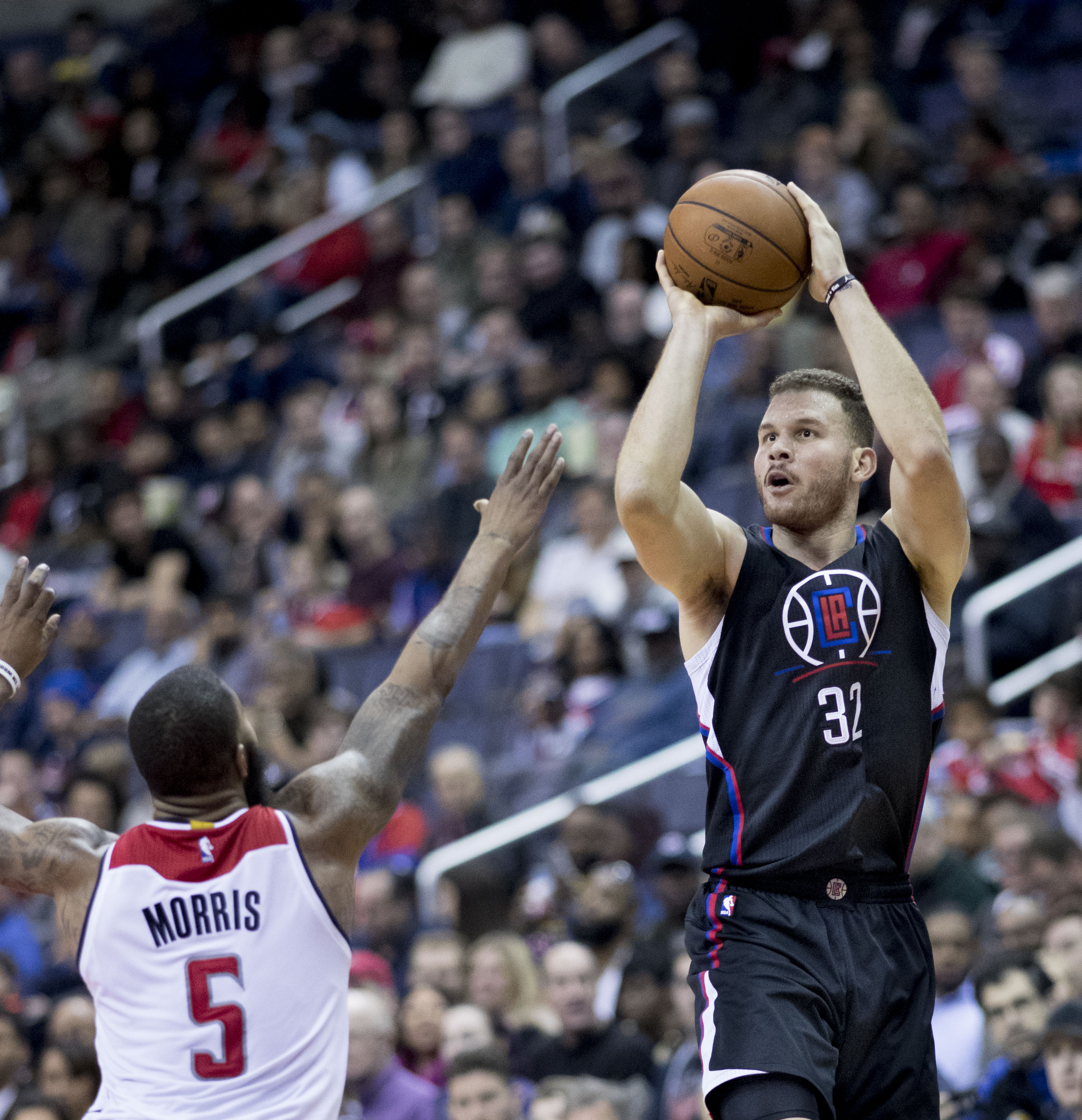
Griffin con los Clippers en 2016.

En octubre de 2009 sufrió una grave lesión de rodilla que le obligó a apartarse de las canchas durante toda su primera temporada, aplazándose así su debut en la NBA, que se produjo el 27 de octubre de 2010, consiguiendo 20 puntos y 14 rebotes ante Portland Trail Blazers. El 20 de noviembre bate el récord de anotación para un rookie de los Clippers, al conseguir 44 puntos en una derrota ante New York Knicks. Es elegido Rookie del Mes de noviembre, tras promediar 20,2 puntos y 11,6 rebotes por partido, liderando ambas clasificaciones de novatos. Debido a sus habilidades para el mate, se le es concedido el apodo de "High Griffinition".
El 4 de enero de 2011, fue seleccionado por los entrenadores de la NBA para disputar el All-Star Game celebrado en Los Ángeles, siendo seleccionado en su año rookie, un hito logrado por muy pocos jugadores en la historia de la NBA.
El 19 de febrero de 2011, ganó el Concurso de Mates de la NBA imponiéndose en la final a JaVale McGee. Y al día siguiente hizo 8 puntos y 5 rebotes en los 15 minutos que disputó en el All Star Game.
Ganó el premio Rookie del año en 2011, siendo el novato que más puntos consiguió (22,5 por partido) y más rebotes (12,1).
En la temporada 2012-13, Griffin fue elegido como titular en el 2012 NBA All-Star Game, junto con su compañero Chris Paul. También fue seleccionado para participar en el Rising Stars Challenge. En la primera ronda de los Playoffs de la NBA Griffin ayudó a los Clippers a ganarles a los Grizzlies en 7 partidos, pero en las semifinales los San Antonio Spurs les ganaron en 4.
Griffin fue seleccionado para el equipo de la olimpiadas de Londres 2012, pero se las perdió por una lesión.
[actualizar]

#### Detroit Pistons (2018-2021)
Tras siete temporadas en los Clippers, en enero de 2018 fue traspasado a Detroit Pistons junto a Brice Johnson, Willie Reed y una segunda ronda del Draft de 2019 a cambio de Tobias Harris, Avery Bradley, Boban Marjanovic, una primera ronda del Draft (protegida del 1-4 desde 2018 a 2020) y una segunda ronda. En su segunda temporada en Detroit, registró la anotación más alta de carrera con 24,5 puntos por partido, metiendo al equipo en playoffs, pero cayendo en primera ronda.
Griffin se perdió los primeros 10 partidos de la temporada 2019-20 recuperándose de una operación en la rodilla izquierda. Pero tras disputar 18 encuentros con los Pistons, se sometió a una segunda cirugía en la rodilla el 7 de enero de 2020, con lo que se perdió el resto de la temporada.

#### Brooklyn Nets (2021-2022)

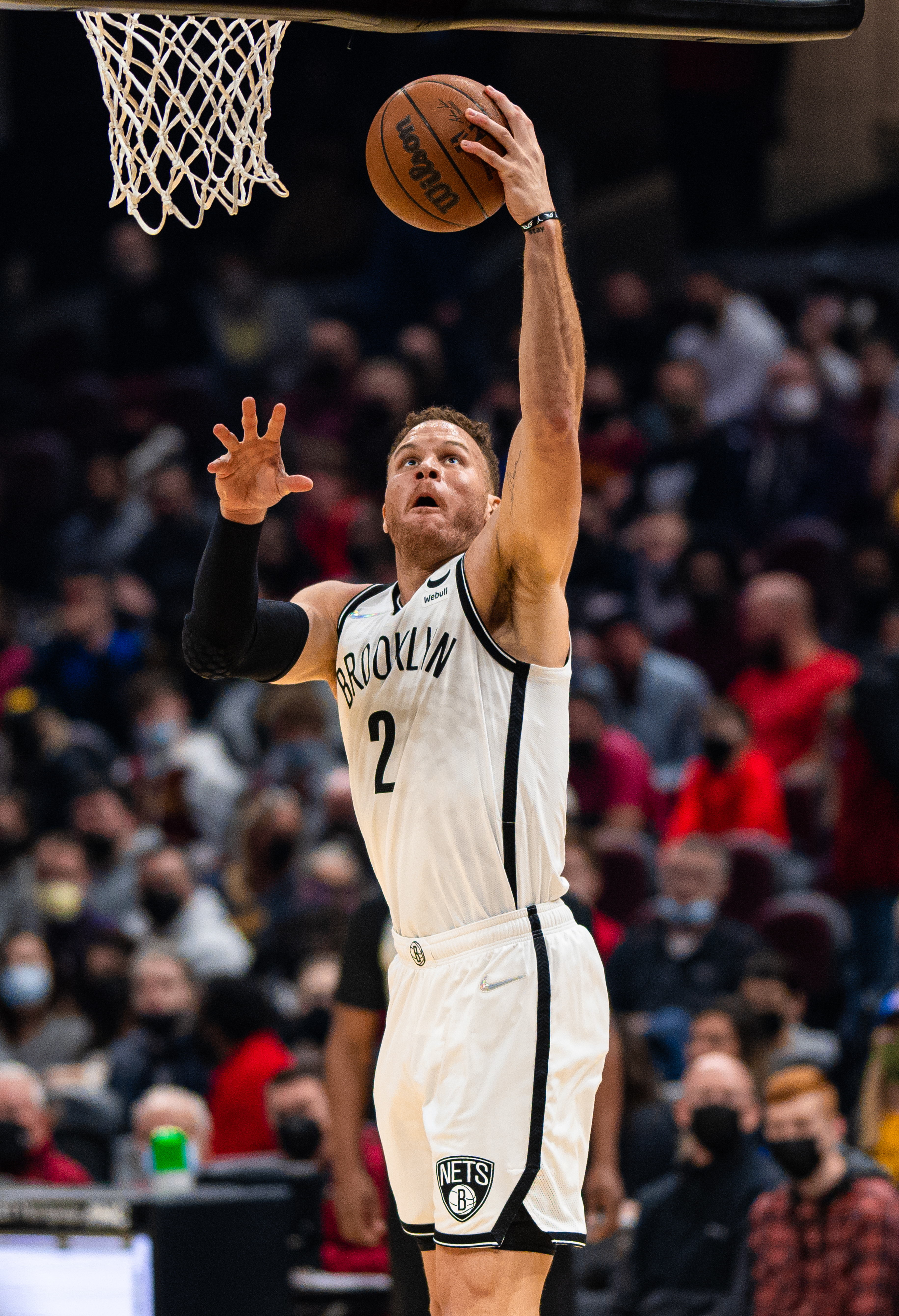
Griffin con los Nets en 2022.

El 15 de febrero de 2021, durante su cuarto año en Detroit y promediando los peores números de su carrera, el general manager de los Pistons, Troy Weaver, acordó con el jugador apartarlo de la disciplina del equipo hasta que sean capaces de resolver su futuro. Donde se barajan dos opciones: el traspaso o, en caso de no hallar un comprador, la rescisión de su contrato. Finalmente, el 5 de marzo de 2021, se anunció que Griffin aceptaría la rescisión de su contrato (buyout) para desvincularse del equipo. Dos días después, el 7 de marzo, se hace oficial su fichaje por los Brooklyn Nets.
El 2 de agosto de 2021, acuerda una extensión de contrato con los Nets por 1 año. Después de 17 partidos como titular a principios de la temporada, el entrenador en jefe de los Nets, Steve Nash, eliminó a Griffin de la alineación titular y de la rotación a favor de LaMarcus Aldridge. El 6 de febrero de 2022 anotó 19 puntos, el máximo de la temporada, en la derrota por 104-124 ante los Denver Nuggets.

#### Boston Celtics (2022-2023)
El 30 de septiembre de 2022 firmó por una temporada con los Boston Celtics. Jugó 41 partidos con el equipo de Massachusetts, 16 de ellos como titular, para acabar promediando 4,1 puntos y 3,8 rebotes por partido.

#### Retirada
Tras un año sin jugar ni un solo partido, el 16 de abril de 2024 anunció su retirada con una emotiva carta que compartió en redes sociales.

## Estadísticas de su carrera en la NBA

### Temporada regular
| Año      | Equipo        | PJ  | PT  | MPP  | %TC  | %3P  | %TL  | RPP  | APP | ROB | TPP | PPP  |
| -------- | ------------- | --- | --- | ---- | ---- | ---- | ---- | ---- | --- | --- | --- | ---- |
| 2010-11  | L.A. Clippers | 82  | 82  | 38.0 | .506 | .292 | .642 | 12.1 | 3.8 | .8  | .5  | 22.5 |
| 2011-12  | L.A. Clippers | 66  | 66  | 36.3 | .549 | .125 | .521 | 10.9 | 3.2 | .8  | .7  | 20.7 |
| 2012-13  | L.A. Clippers | 80  | 80  | 32.5 | .538 | .179 | .660 | 8.3  | 3.7 | 1.2 | .6  | 18.0 |
| 2013-14  | L.A. Clippers | 80  | 80  | 36.1 | .528 | .273 | .715 | 9.5  | 3.9 | 1.2 | .6  | 24.1 |
| 2014-15  | L.A. Clippers | 67  | 67  | 35.2 | .502 | .400 | .728 | 7.6  | 5.3 | .9  | .5  | 21.9 |
| 2015-16  | L.A. Clippers | 35  | 35  | 33.4 | .499 | .333 | .727 | 8.4  | 4.9 | .8  | .5  | 21.4 |
| 2016-17  | L.A. Clippers | 61  | 61  | 34.0 | .493 | .336 | .760 | 8.1  | 4.9 | .9  | .4  | 21.6 |
| 2017-18  | L.A. Clippers | 33  | 33  | 34.5 | .441 | .342 | .785 | 7.9  | 5.4 | .9  | .3  | 22.6 |
| 2017-18  | Detroit       | 25  | 25  | 33.2 | .433 | .348 | .784 | 6.6  | 6.2 | .4  | .4  | 19.8 |
| 2018-19  | Detroit       | 75  | 75  | 35.0 | .463 | .362 | .753 | 7.5  | 5.4 | .7  | .4  | 24.5 |
| 2019-20  | Detroit       | 18  | 18  | 28.4 | .352 | .243 | .776 | 4.7  | 3.3 | .4  | .4  | 15.5 |
| 2020-21  | Detroit       | 20  | 20  | 31.3 | .365 | .315 | .710 | 5.2  | 3.9 | .7  | .1  | 12.3 |
| 2020-21  | Brooklyn      | 26  | 10  | 21.5 | .492 | .383 | .782 | 4.7  | 2.4 | .7  | .5  | 10.0 |
| 2021-22  | Brooklyn      | 56  | 24  | 17.1 | .425 | .262 | .724 | 4.1  | 1.9 | .5  | .3  | 6.4  |
| 2022-23  | Boston        | 41  | 16  | 13.9 | .485 | .348 | .656 | 3.8  | 1.5 | .3  | .2  | 4.1  |
| Total    | Total         | 765 | 692 | 31.9 | .493 | .328 | .696 | 8.0  | 4.0 | .8  | .5  | 19.0 |
| All-Star | All-Star      | 5   | 3   | 25.0 | .750 | .375 | .500 | 5.6  | 3.0 | .8  | .2  | 19.4 |

### Playoffs
| Año   | Equipo        | PJ | PT | MPP  | %TC  | %3P  | %TL   | RPP  | APP | ROB | TPP | PPP  |
| ----- | ------------- | -- | -- | ---- | ---- | ---- | ----- | ---- | --- | --- | --- | ---- |
| 2012  | L.A. Clippers | 11 | 11 | 35.7 | .500 | .000 | .636  | 6.9  | 2.5 | 1.8 | .9  | 19.1 |
| 2013  | L.A. Clippers | 6  | 5  | 26.3 | .453 | .000 | .808  | 5.5  | 2.5 | .0  | .8  | 13.2 |
| 2014  | L.A. Clippers | 13 | 13 | 36.8 | .498 | .143 | .740  | 7.4  | 3.8 | 1.2 | 1.1 | 23.5 |
| 2015  | L.A. Clippers | 14 | 14 | 39.8 | .511 | .143 | .717  | 12.7 | 6.1 | 1.0 | 1.0 | 25.5 |
| 2016  | L.A. Clippers | 4  | 4  | 31.8 | .377 | .500 | .760  | 8.8  | 4.0 | .8  | .5  | 15.0 |
| 2017  | L.A. Clippers | 3  | 3  | 33.1 | .490 | .667 | 1.000 | 6.0  | 2.3 | .7  | .3  | 20.3 |
| 2019  | Detroit       | 2  | 2  | 29.0 | .462 | .462 | 1.000 | 6.0  | 6.0 | 1.0 | .0  | 24.5 |
| 2021  | Brooklyn      | 12 | 12 | 26.5 | .532 | .389 | .714  | 5.9  | 1.8 | .8  | .5  | 9.0  |
| 2022  | Brooklyn      | 2  | 0  | 12.5 | .286 | .400 | 1.000 | 2.0  | 2.0 | .5  | .5  | 4.0  |
| 2023  | Boston        | 1  | 0  | 5.9  | .000 | —    | —     | 2.0  | .0  | .0  | .0  | .0   |
| Total | Total         | 68 | 64 | 32.6 | .492 | .377 | .731  | 7.7  | 3.5 | 1.0 | .8  | 18.2 |

## Vida personal
Blake tiene cuatro hermanos, su hermano mayor Taylor (n. 1986) fue también jugador profesional de baloncesto.
Tiene dos hijos (Ford Wilson de 2013 y Finley Elaine de 2016) con su expareja, Brynn Cameron, hermana del jugador de fútbol americano, Jordan Cameron. Varios medios publicaron que pagaba a la madre $258,000 mensuales por la manutención de los niños.
Blake ha declarado que es Cristiano.